# Полтавська провінція
Полтавська провінція — провінція у складі Новоросійської губернії у 1776—1782 роках.
Провінція була утворена з земель Полтавського і Дніпровського полку і складалась з двох повітів:
- - Полтавський повіт — увійшли 3 Полтавських, Будиська і Решетилівська сотні Полтавського полку;
  - Новосенжаровський повіт (Кобеляцький повіт), — створений з частини колишнього Дніпровського полку, яка не увійшла до Кременчуцького повіту (Нові Сенжари, Старі Сенжари, Великі, Кобеляки і Карлівка).

1782 року всі провінції губернії були скасовані і залишено поділ тільки на повіти.